# Levu muiri
Levu muiri är en insektsart som beskrevs av Bernhard Zelazny 1981. Levu muiri ingår i släktet Levu och familjen Derbidae. Inga underarter finns listade i Catalogue of Life.